# Johann Walter
Johann Walter (Kahla, 1496 - Torgau, 25 de março de 1570) foi um compositor e poeta luterano do período da Reforma protestante.

## Vida
Walter nasceu em Kahla, na Turíngia em 1496. Segundo um documento apresentado contra a sua vontade, ele nasceu com o nome de Blanckenmüller, mas mudou-o para Johann Walter ao sair da pobreza e receber educação na escola Kahla Rochlitz. Ele começou sua carreira como compositor e cantor na capela de Frederico, o Sábio, com a idade de 21 anos. Era uma posição que manteria até à morte de Frederico, em 1525. Por essa época, ele foi mestre de capela se tornando um dos mais importantes poetas luteranos. Walter editou o primeiro hinário protestante, Geystliches buchleyn gesangk, publicado em 1524, com prefácio de Martinho Lutero.
Após a conclusão da sua nomeação na capela de Frederico, Walter tornou-se cantor no coro da cidade Torgau, em 1525, cargo que manteria até 1554, quando foi nomeado compositor da corte do Duque Maurício da Saxônia, em Dresden.
Enquanto em Dresden, Walter compôs uma paixão responsorial em alemão. As versões anteriores do musical da história da Paixão de Cristo eram uma sucessão de motetos polifônicos, mas Walter usou um tom monofônico no recitativo do Evangelista, reservando para o povo e os discípulos um falso bordão simples em polifonia.
Walter não permaneceu muito tempo em Dresden, e por volta de 1554 aceitou uma pensão do duque e voltou para Torgau, onde ficou até o fim da vida. Faleceu em 25 de Março de 1570. O asteróide 120481, chamado Johannwalter é nomeado em sua honra. Ele também é comemorado no calendário dos santos da Igreja Luterana como músico em 24 de abril.

## Obra
Walter escreveu motetos e lieders, muitas vezes de alta qualidade, em dois estilos distintos. Para o primeiro estilo ele empregou uma forma polifônica derivada da escola franco-flamenga, em especial, mostrando a influência de Josquin des Prez e Heinrich Isaac. Na voz de tenor dessas composições ele usou um cantus firmus que soa como uma sucessão ininterrupta de notas sustentadas ou como uma melodia fragmentada em pequenas seções separadas por pausas. Acima e abaixo do cantus firmus foram usados contrapontos que, às vezes imitam o tenor, mas mais frequentemente se movem de forma independente. Em ambos os casos o fluxo melódico de quatro ou mais vozes simultâneas evita o descanso.
Para o segundo estilo, Walter rejeita ou torna independente a voz principal do coral, de maneira que cada fragmento do cantus firmus descansa em simultâneo com as outras partes. Em alguns casos, ele impõe a melodia à voz superior, inaugurando assim a forma preferida para os corais até a atualidade.
Alguns de seus arranjos corais mais famosos incluem:
- Allein auf Gottes Wort
- Christ ist erstanden
- Christ lag in Todesbanden
- Christum wir sollen loben schon
- Ein feste Burg
- Gelobet seist du Jesu Christ
- Joseph, lieber Joseph mein (Resonet in laudibus)
- Komm, Gott Schöpfer
- Komm, heiliger Geist
- Laus Matrimonii ex Horatio (Felices ter)
- Nun bitten wir den heiligen Geist
- Vater unser
- Verbum caro factum est
- Wir glauben all' an einen Gott
- Wo Gott, der Herr, nicht bei uns hält